# Aleksei Màrkov
Aleksei Màrkov   (Moscou, 26 de maig de 1979) Aleksei Mikhàilovitx Màrkov  és un ciclista rus, professional des del 1998 fins al 2012 i combinà tant la ruta com la pista. Actualment és el director esportiu de l'equip rus RusVelo.
En el seu palmarès destaquen les tres medalles aconseguides als Jocs Olímpics en diferents proves i edicions. També ha guanyat 4 medalles als Campionats del Món de ciclisme en pista i diverses proves de la Copa del Món.
En carretera destaquen les victòries en diverses etapes com el Trofeu Joaquim Agostinho, la Volta a la Rioja o el Tour de Normandia.
És fill del també ciclista Michail Markov.

## Palmares
Palmarès.
Palmarès en pista
- 1996
  -  Medalla de plata als Jocs Olímpics d'Atlanta en la prova de persecució per equips, junt a Eduard Gritsun, Nikolai Kuznetsov i Anton Chantyr
  - Campió d'Europa sub-23 en Persecució
- 2000
  -  Medalla bronze als Jocs Olímpics de Sydney en puntuació
- 2008
  -  Medalla de bronze als Jocs Olímpics de Pequín en Americana (amb Mikhaïl Ignàtiev)
- 2011
  -  Campió de Rússia en Madison
  -  Campió de Rússia en Persecució per equips
- 2012
  -  Campió d'Europa en Persecució per equips (amb Artur Ierxov, Valeri Kaikov i Alexander Serov)

Resultats a la Copa del Món
- 1997
  - 1r a Cali i Trexlertown, en Persecució
  - 1r a Cali i Trexlertown, en Persecució per equips
- 2000
  - 1r a Moscou, en Persecució per equips
- 2001
  - 1r a Ciutat de Mèxic, en Persecució per equips
- 2002
  - 1r a Moscou, en Persecució per equips
- 2003
  - 1r a Moscou, en Persecució per equips
- 2010-2011
  - 1r a Pequín, en Persecució per equips
- 2011-2012
  - 1r a Astanà i Pequín, en Persecució per equips

Palmarès en ruta
- 1999
  - Vencedor d'una etapa a la Volta a Navarra
- 2000
  - Vencedor de 3 etapes del Cinturó ciclista internacional a Mallorca
- 2002
  - Vencedor de 2 etapes del Gran Premi International CTT Correios de Portugal
  - Vencedor de 2 etapes del Trofeu Joaquim Agostinho
- 2004
  - Vencedor de 2 etapes del Tour de Normandia
- 2005
  - 1r al Gran Premi International CTT Correios de Portugal i vencedor de 2 etapes
  - Vencedor de 2 etapes del Gran Premi Internacional do Oeste RTP
  - Vencedor d'una etapa del Trofeu Joaquim Agostinho
  - Vencedor d'una etapa a la Volta a l'Algarve
- 2006
  - Vencedor d'una etapa a la Volta a La Rioja
- 2008
  - Vencedor d'una etapa del Tour of Sotxi
- 2010
  - Vencedor d'una etapa del Tour de Hainan
- 2011
  - Vencedor d'una etapa de la Fletxa del sud
  - Vencedor d'una etapa a la Volta a la Xina

### Resultats al Giro d'Itàlia
- 2007. Abandona